# Свети Стефан (Метеора)
Вижте пояснителната страница за други значения на Свети Стефан.
„Свети Стефан“ (на гръцки: Μονή Αγίου Στεφάνου) е действащ православен женски манастир в Гърция, един от шестте действащи манастира на Метеора.

## История
Монашеският живот започва още през XII век, а през XVI век е построена и малката църква, зографисана през 1545 година. През XVIII век е построена по-голяма църква, посветена на свети Харалампий, където и до днес се пази черепът му. Манастирът претърпява големи разрушения през XX век: той е бомбардиран през Втората световна война от германците, а повечето стенописи са обезобразени от комунистическите бунтовници по време на последвалата Гражданска война. „Свети Стефан“ е почти изоставен до 1961 година, когато се превръща в женски манастир. Столовата от XV век е превърната в музей, който показва фино бродирани одежди и гоблени.